# Думастай
Думастай — озеро на северо-западе Якутии, в Юрюнг-Хаинском наслеге Анабарского улуса. Расположено в тундровой местности, в правобережной пойме нижнего течения реки Анабар (в районе острова Ыстакан-Арыта), в 20 км к юго-востоку от её устья.
Площадь озера 19 км². Площадь водосбора составляет 407 км². Высота над уровнем моря — 0,3 м. Общая протяжённость озера 9,5 км, максимальная ширина в центральной части составляет 3,7 км.
Имеет неправильную форму, вытянуто с юго-запада на северо-восток. Берега изрезаны, в значительной степени заболочены. Характерны береговые отмели. Через озеро протекает протока реки Анабар: впадающая на юге называется Думастай-Тёбюлеге, а вытекающая на севере — Тостуя. В районе устья протоки Тостуя расположены два острова. На востоке впадает ручей Песчаный. На юго-западе имеется длинный и узкий залив. На северо-западе протока связывает Думастай с Билир-Юерэс, ещё одним озером меньших размеров.
На берегах озера находятся зимние стойбища, которые коренные жители, якуты, используют в целях оленеводства.